# 秦东镇
秦东镇，是中华人民共和国陕西省渭南市潼关县下辖的一个镇。秦东曾为潼关县城所在地，三门峡水利枢纽开工后搬迁至位于吴村的现址。

## 行政区划
秦东镇下辖以下地区：
秦东社区、南街村、西廒村、金盆村、苏家村、南刘村、寺角营村、荒移村、杨家庄村、十里铺村、西北村、凹里村、四知村、公庄村、桃林寨村、小泉村和新城堡村。